# Ferguson Cheruiyot Rotich
Ferguson Cheruiyot Rotich (* 30. November 1989 in Kericho) ist ein kenianischer Leichtathlet, der sich auf die 800-Meter-Distanz spezialisiert hat. 2021 feierte er mit dem Gewinn der Silbermedaille bei den Olympischen Sommerspielen in Tokio seinen größten sportlichen Erfolg.

## Sportliche Laufbahn
Ferguson Cheruiyot Rotich begann vergleichsweise spät an internationalen Wettkämpfen teilzunehmen, vor dem Hintergrund, dass die Konkurrenzsituation in Kenia gerade auf der 800-Meter-Distanz traditionell erheblich ist. 2013 startete er dann in der IAAF Diamond League über 800 Meter und konnte sich als Zweiter bei den nationalen Titelkämpfen ein Ticket für die Weltmeisterschaften in Moskau sichern. Dort qualifizierte er sich für das Halbfinale, wurde darin allerdings disqualifiziert.
2014 wurde Rotich in 1:49,10 min Vierter bei den Afrikameisterschaften in Marrakesch. Zusammen mit der 4-mal-800-Meter-Staffel gewann er zuvor bereits im Mai Gold bei den IAAF World Relays auf den Bahamas. 2015 trat er erneut bei den IAAF World Relays auf den Bahamas an, diesmal im Medley-Wettbewerb, in dem vier Athleten insgesamt 4000 Meter laufen, wobei jeder Staffelläufer eine andere Distanz läuft. Bei den Weltmeisterschaften in Peking blieb Rotich wie zuvor bei den Afrikameisterschaften in 1:46,35 min der vierte Platz. Bei den Olympischen Spielen ein Jahr später in Rio de Janeiro wurde er Fünfter in 1:43,55 min. Die Saison 2016 beendete Rotich als Diamond-League-Sieger über die 800 Meter.
Bei den Weltmeisterschaften 2017 in London scheiterte Rotich im Halbfinale als Dritter seines Lauf, da er nicht zu den zeitschnellsten Drittplatzierten gehörte und belegte am Ende Platz 15. Mit der 4-mal-800-Meter-Staffel gewann er 2017 zudem, nach dem Weltmeistertitel 2014, seine zweite Medaille bei den Weltstaffelspielen. 2018 nahm er zum zweiten Mal an den Afrikameisterschaften teil. Dort lief er in 1:46,33 min auf den fünften Platz.
2019 stellte Rotich im Juli zunächst seine Bestzeit von 1:42,54 min auf und feierte anschließend im August mit dem Gewinn der Bronzemedaille bei den Weltmeisterschaften in Doha seinen bislang größten sportlichen Einzelerfolg. 2021 gewann er bei seiner insgesamt dritten Teilnahme an den World Athletics Relays, zusammen mit seiner Teamkollegin Naomi Korir im 2 × 2 × 400-m-Staffelwettbewerb, mit Silber seines insgesamt vierte Medaille. Im Juni belegte er den zweiten Platz bei den Kenianischen Ausscheidungswettkämpfen für die Olympischen Sommerspiele in Tokio und qualifizierte sich damit für seine zweite Teilnahme an den Spielen. Wie bereits 2016 erreichte er das Finale, in dem er sich mit 1:45,23 min knapp seinem Landsmann Emmanuel Korir geschlagen geben musste. Mit der Silbermedaille feierte er seinen größten sportlichen Erfolg. 20222 verpasste er es nationsintern sich für die Großereignisse des Jahres zu qualifizieren. 2023 belegte er den sechsten Platz im 800-Meter-Lauf bei den kenianischen Meisterschaften. Kurz darauf belegte er den dritten Platz im entscheidenden nationsinternen Wettkampf zur Qualifikation für die Leichtathletik-Weltmeisterschaften in Budapest und sicherte sich damit die Teilnahme an seinen fünften Weltmeisterschaften. Dort belegte er anschließend nur den sechsten Platz in seinem Vorlauf und schied damit frühzeitig aus.

## Wichtige Wettbewerbe
| Jahr              | Veranstaltung           | Ort               | Platz             | Disziplin             | Zeit              |
| Startet für Kenia | Startet für Kenia       | Startet für Kenia | Startet für Kenia | Startet für Kenia     | Startet für Kenia |
| ----------------- | ----------------------- | ----------------- | ----------------- | --------------------- | ----------------- |
| 2013              | Weltmeisterschaften     | Moskau            |                   | 800 m                 | DSQ               |
| 2014              | IAAF World Relays       | Nassau            | 1.                | 4 × 800 m             | 7:08,40 min       |
| 2014              | Afrikameisterschaften   | Marrakesch        | 4.                | 800 m                 | 1:49,10 min       |
| 2015              | IAAF World Relays       | Nassau            | 2.                | Medley                | 9:17,20 min       |
| 2015              | Weltmeisterschaften     | Peking            | 4.                | 800 m                 | 1:46,35 min       |
| 2016              | Olympische Spiele       | Rio de Janeiro    | 5.                | 800 m                 | 1:43,55 min       |
| 2017              | IAAF World Relays       | Nassau            | 2.                | 4 × 800 m             | 7:13,70 min       |
| 2017              | Weltmeisterschaften     | London            | 15.               | 800 m                 | 1:46,49 min       |
| 2018              | Afrikameisterschaften   | Asaba             | 5.                | 800 m                 | 1:46,33 min       |
| 2019              | Weltmeisterschaften     | Doha              | 3.                | 800 m                 | 1:43,82 min       |
| 2021              | World Athletics Relays  | Chorzów           | 2.                | 2 × 2 × 400 m Staffel | 3:41,79 min       |
| 2021              | Olympische Sommerspiele | Tokio             | 2.                | 800 m                 | 1:45,23 min       |
| 2023              | Weltmeisterschaften     | Budapest          | 29.               | 800 m                 | 1:46,53 min       |

## Persönliche Bestleistungen
- 800 m: 1:42,54 min, 12. Juli 2019, Monaco
- 1500 m: 3:33,21 min, 2. September 2018, Berlin